# التبغ التركي

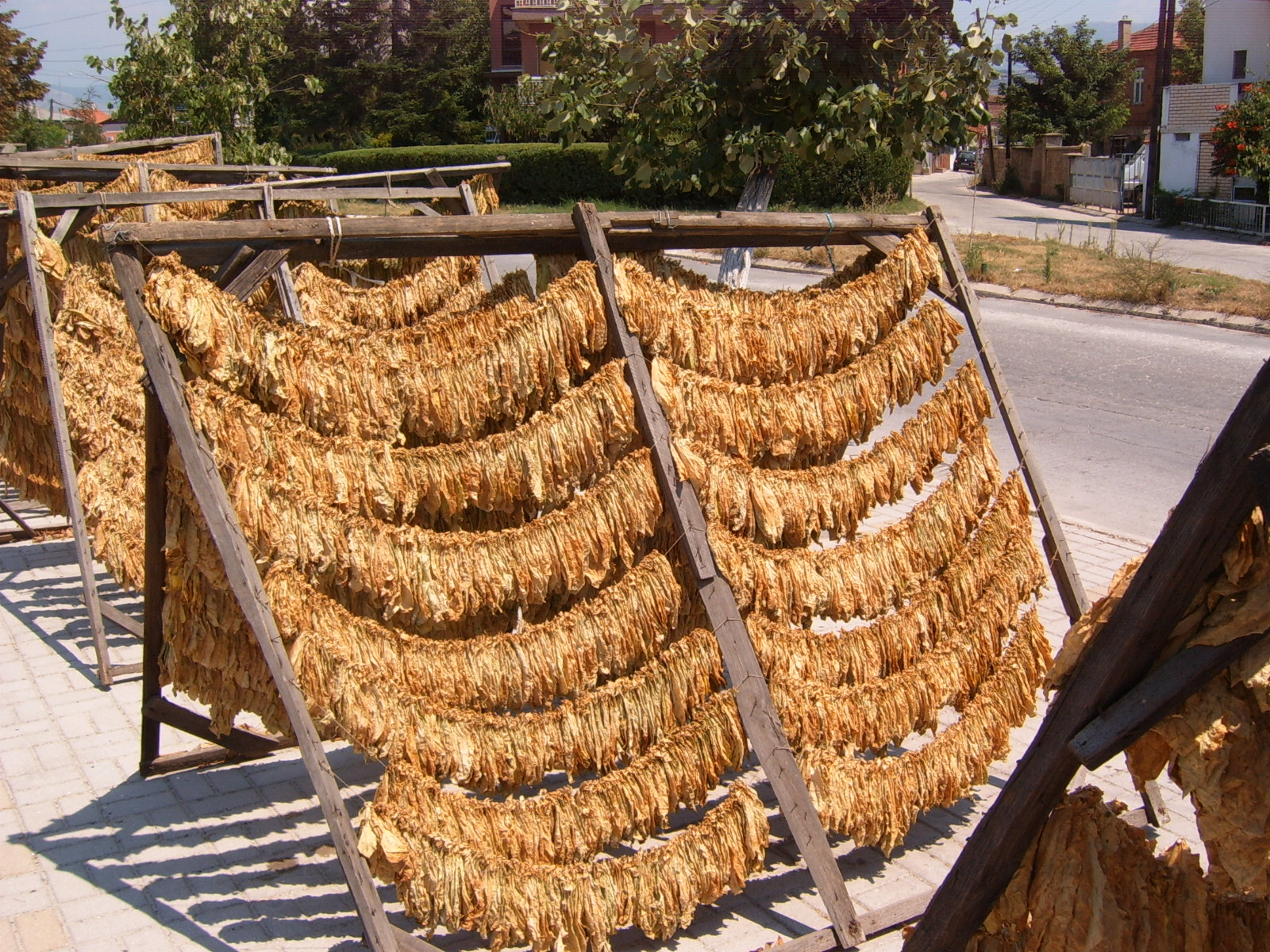
تجفيف التبغ في شوارع بريليب، شمال مقدونيا

التبغ التركي هو نوع صغير الأوراق من التبغ الذائع. تتميز نباتاته عادةً بوجود عدد أكبر وأوراق أصغر من التبغ الأمريكي، وعادةً ما يتم جفافه بواسطة أشعة الشمس. يمكن أن يُرجع هذه الفروق إلى الطقس والتربة وطرق الزراعة ومعالجته. تم زراعته تاريخياً بشكل رئيسي في تراقيا ومقدونيا، والتي تنقسم الآن بين بلغاريا واليونان وشمال مقدونيا وتركيا، ولكنه يُزرع الآن أيضاً على سواحل البحر الأسود في تركيا، وفي مصر، وجنوب أفريقيا وفي أماكن أخرى.
اسم "تركي" يُشير إلى الإمبراطورية العثمانية، التي حكمت مناطق الإنتاج التاريخية حتى أواخر القرن التاسع عشر/بداية القرن العشرين. تم استخدام مصطلح التبغ الشرقي أيضًا للإشارة إلى هذه الأوراق.

## التاريخ

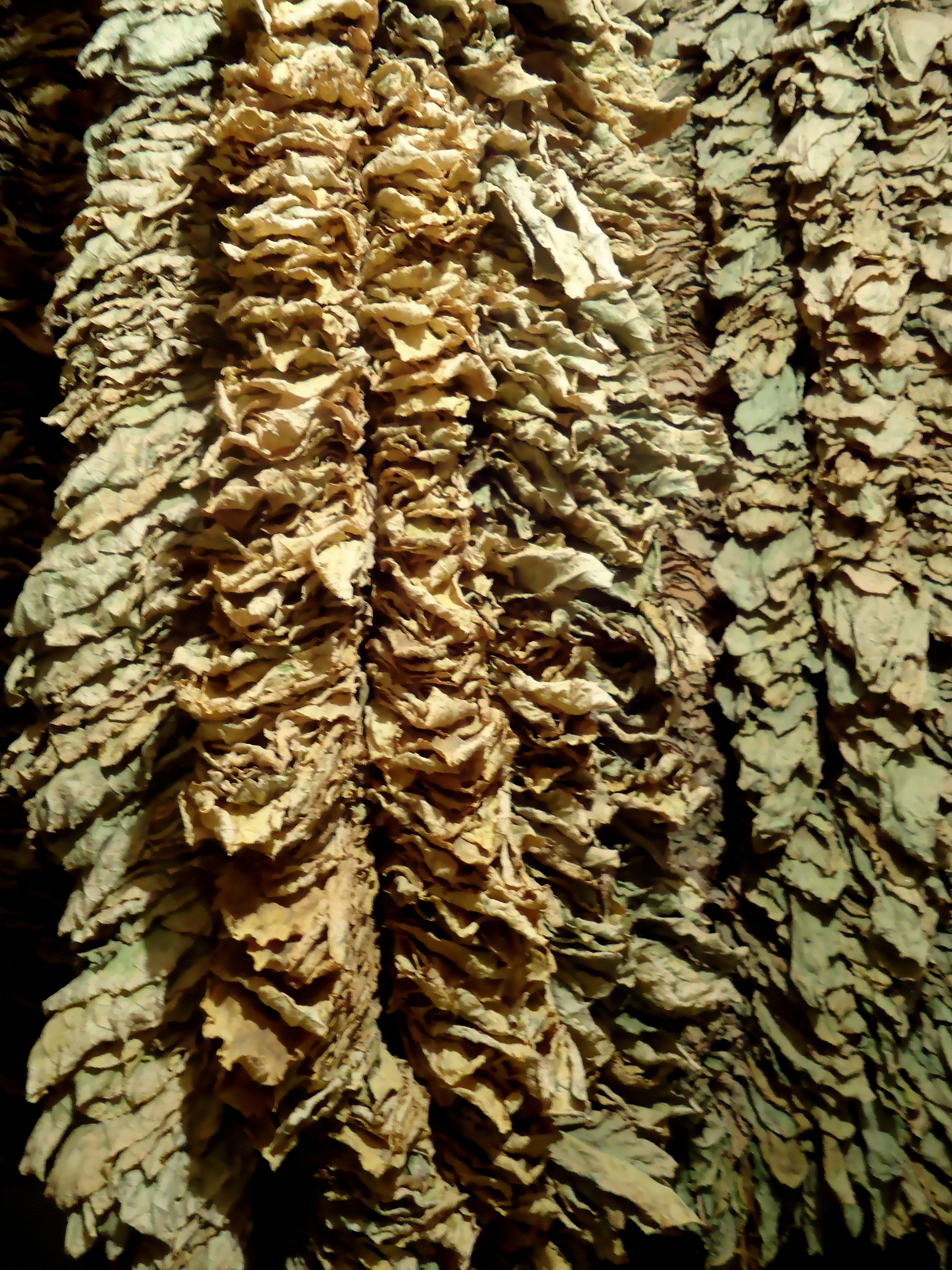
أكوام من التبغ التركي المجفف في بريليب، شمال مقدونيا

نشأ التبغ في الأمريكتين وتم تقديمه إلى الأتراك العثمانيين عن طريق الإسبان. مع مرور الوقت، طور الشعب العثماني طريقته الخاصة في زراعة التبغ واستخدامه.
كانت العديد من العلامات التجارية الأولى للسجائر مصنوعة بشكل رئيسي أو تمامًا من التبغ التركي؛ واليوم، يُستخدم بشكل رئيسي في خلطات التبغ للانابيب وخاصة التبغ للسجائر، حيث يناسب هذا الاستخدام.
في أوائل القرن العشرين، تضاعفت مبيعات السجائر التركية والمصرية ثلاث مرات وأصبحت منافسًا شرعيًا للعلامات التجارية الرائدة. أنتجت شركة التبغ اليونانية سوتيريوس أنارجيروس ومقرها نيويورك سجائر مراد الملفوفة يدويًا والمصنوعة من التبغ التركي النقي.
واحدة من أغرب حملات الإعلان للسجائر كانت السلسلة التي استمرت لفترة طويلة لصالح علامة مراد التي تم إنتاجها بواسطة ريا إيرفين.
تغيرت الأذواق في أوروبا والولايات المتحدة بعيداً عن التبغ التركي واتجهت نحو التبغ الفيرجيني، خلال وبعد الحرب العالمية الأولى.
استمرت السجائر التي تحتوي على التبغ التركي (بما في ذلك الأصناف المزروعة في ما يُعرف الآن باليونان) حصراً في التصنيع والبيع باسم "السجائر التركية" في الولايات المتحدة (مثل علامات موراد، هيلمار، فاطمة وغيرها)، وفي المملكة المتحدة (مثل سوليفان وباول، بينسون وهيدجز، فريبورغ وتريير، بالكان سوبراني)،ألمانيا (حيث كان لما يسمى بـ "Orientzigaretten" حصة السوق الرئيسية قبل الحرب العالمية الثانية)

## التبغ التركي في خلطات السجائر الأمريكية
تمت إضافة التبغ التركي إلى السجائر الأمريكية في عام 1913 من قبل علامة Camel، حيث تم خلطه مع أوراق التبغ الفيرجينيا وبرلي.

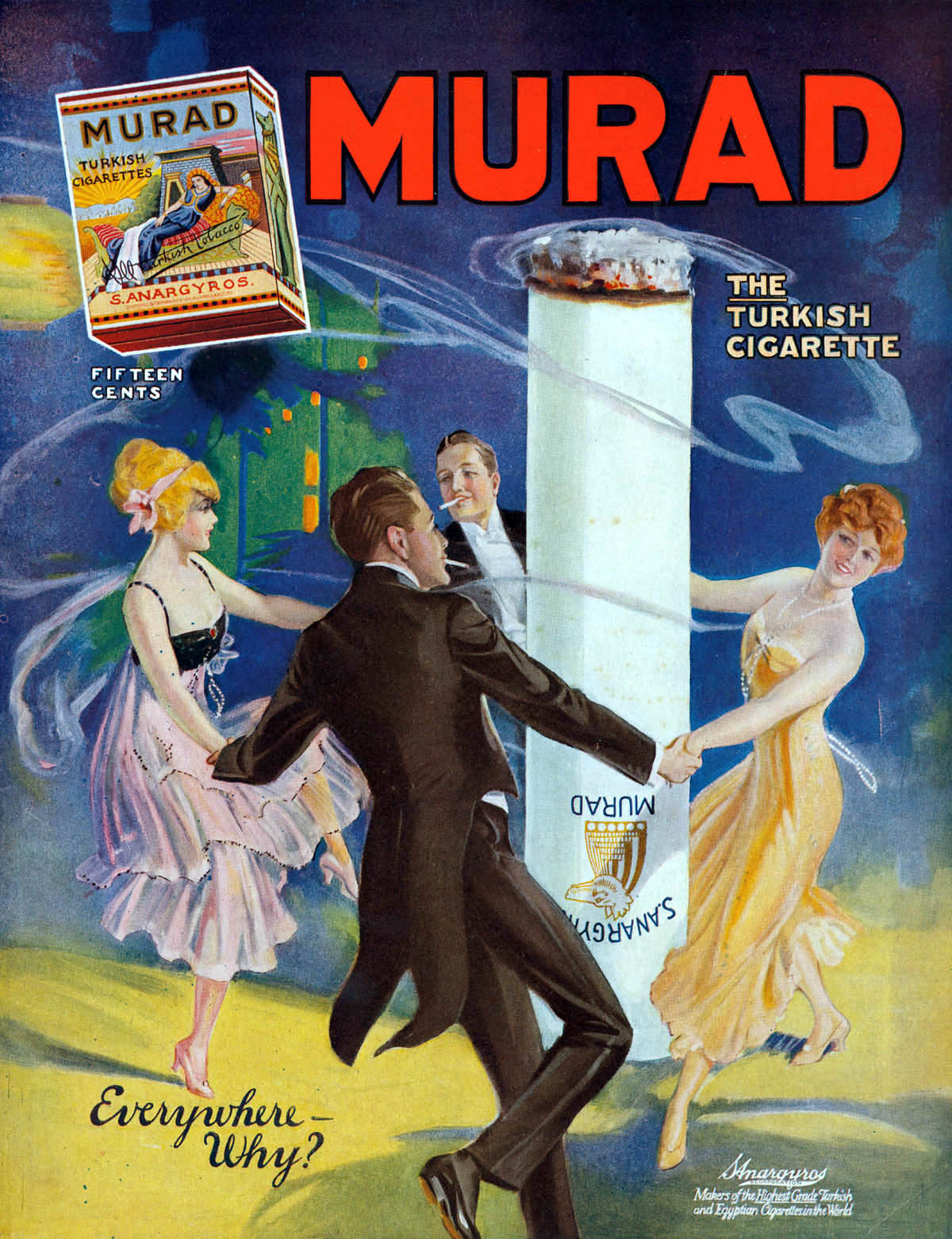
إعلان لسجائر مراد من اعداد ريا إيرفين عام 1916

حتى اليوم، يظل التبغ التركي مكونًا رئيسيًا في سجائر الخلطة الأمريكية. الطلب عليه لا يزال مرتفعًا؛ ومع ذلك، تظل القدرة على زراعته محدودة.
وهذا يؤدي إلى جعله واحدًا من أنواع التبغ الأغلى تكلفة.
في خلطات السجائر.

## انظر ايضا
- تاريخ السجائر في مصر

- اللاذقية (تبغ)